# Pazuzu (figurka z Luwru)

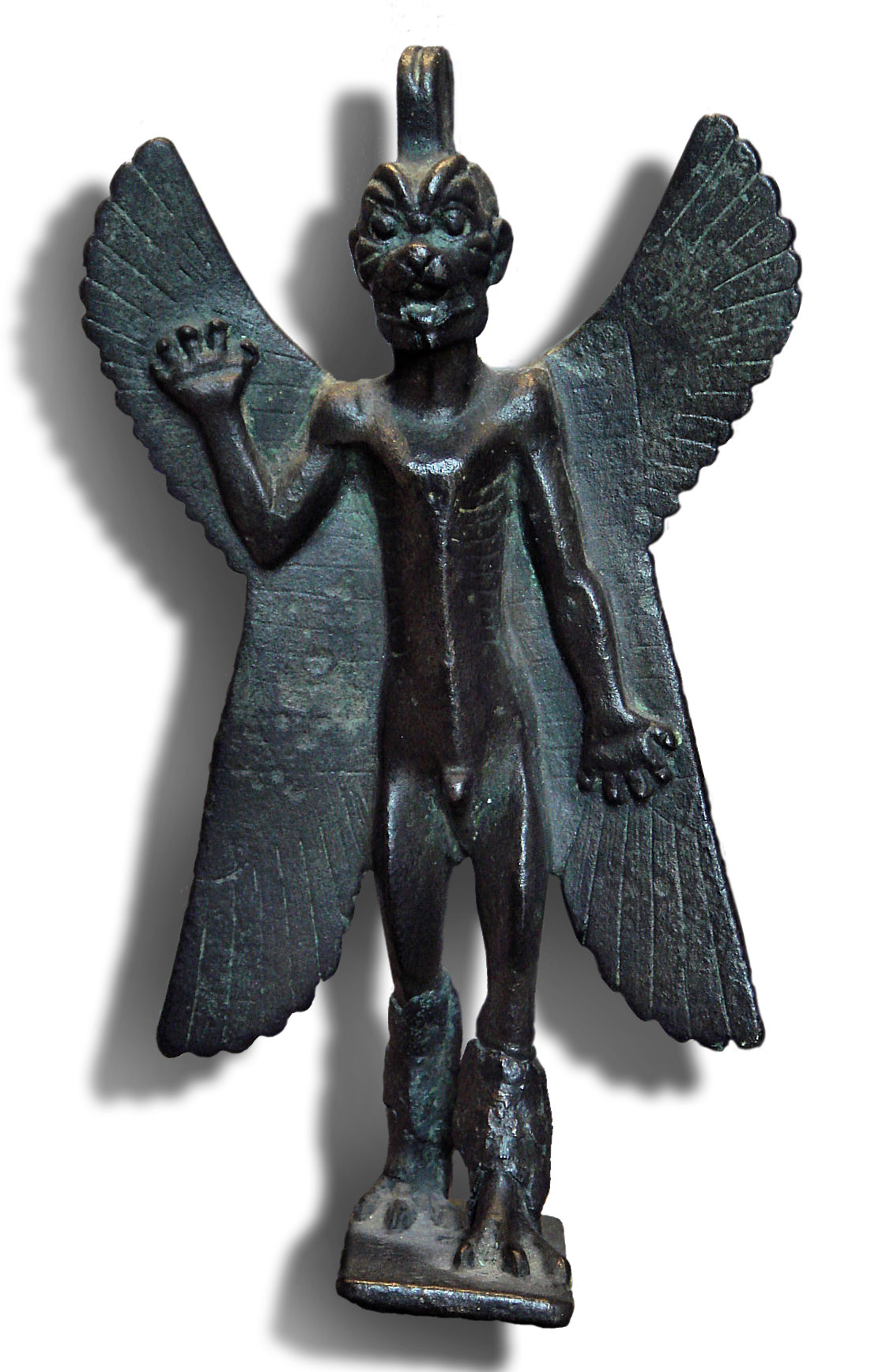
Posążek Pazuzu, Mezopotamia, pocz. I tysiąclecia p.n.e. Luwr, Paryż

Pazuzu – brązowa, pełnoplastyczna figurka przedstawiająca demona z mitologii mezopotamskiej reprezentującego świat podziemny. Dzieło jest datowane na początek I tysiąclecia p.n.e. Pochodzi z terenów dawnej Mezopotamii (obecnie Irak). Przykład plastyki asyryjskiej. Od roku 1872 w zbiorach paryskiego Luwru.
Pełnoplastyczna figurka ma wysokość 15 cm. Ma formę hybrydy łączącej formy antropomorficzne i zwierzęce; nagiego mężczyznę z dwiema parami skrzydeł. Ciało ma pokryte łuskami. Głowa o grymaśnej twarzy przypomina smoka o psim pysku. Lewą rękę ma opuszczoną, a prawą podniesioną wysoko do góry. Podudzia przypominają ptasie nogi z pazurami. Na skrzydłach od strony tylnej widoczna jest inskrypcja określająca charakter demona: Jestem Pazuzu, synem Hanpy, królem złych duchów powietrza, który wydaje gwałtowny powiew z gór powodujący ogromne spustoszenie.
Demon Pazuzu był utożsamiany z wiatrami przynoszącymi choroby, szczególnie z wiatrem zachodnim, który przynosił różnego rodzaju plagi. Stworzenie to, o dość szpetnym, pokrytym łuskami ciele, paradoksalnie miało odrzucać siły zła, co może oznaczać, iż było w pewnych okolicznościach duchem ochronnym. Pazuzu, demon z piekielnego podziemia, miał siłę odstraszania innych demonów, szczególnie Lamasztu, która miała przynosić choroby i zabijać kobiety w ciąży lub w połogu, a także nowo narodzone dzieci.
Pazuzu był często przedstawiany w sztuce asyryjskiej w okresie pierwszego tysiąclecia przed naszą erą. Oprócz licznych figurek brązowych demon widniał na amuletach ochronnych wykonywanych z różnorakiego materiału, od terakoty, po steatyt i jaspis. Na ten okres przypada kult demona szczególnie w postaci magicznych praktyk. Pierścień na wierzchołku figurki z Luwru sugeruje, iż stanowił naszyjnik. Podobne naszyjniki z kultur bliskowschodnich przedstawiały innych bogów-demonów m.in. Humbabe czy Besa.